# Nevado del Ruiz
El volcán Nevado del Ruiz o Mesa de Herveo, en época precolombina conocido como Kumanday (Cerro Blanco), Tabuchía (Candela o Fuego) y Tama (Padre Mayor o Grande), también denominado "del Ruiz" (supuestamente como homenaje a Alfonso Ruiz de Sahajosa, miembro del cabildo y persona notable de Ibagué,)  es uno de los volcanes activos más septentrionales del cinturón volcánico de los Andes, ubicado entre los departamentos de Tolima y Caldas (Colombia). Es un estratovolcán compuesto por muchas capas de lava que se alternan con ceniza volcánica endurecida y otros piroclastos. Ha estado activo alrededor de 1,8 millones de años, desde el Pleistoceno temprano o el Plioceno tardío, con tres períodos eruptivos importantes: Ruiz Ancestral, Ruiz Antiguo y Ruiz Presente. La formación del cono volcánico, en el marco del período eruptivo actual, comenzó hace 150000 años.
Las erupciones del Nevado del Ruiz son predominantemente explosivas, con un índice de explosividad volcánica (VEI) de 3 a 4 en una escala de 0 a 8, correspondiente a erupciones de tipo vulcaniano a pliniano. Se caracterizan por producir rápidas corrientes de gas caliente y roca llamadas flujos piroclásticos. Estas erupciones, incluso las de magnitud moderada, frecuentemente generan lahares masivos (flujos de lodo y escombros), al derretir el extenso casquete glaciar del volcán, los cuales representan una grave amenaza para la vida humana y el medio ambiente en los valles circundantes.
El 13 de noviembre de 1985, una erupción vulcaniana de magnitud moderada (VEI 3) desencadenó una serie de lahares masivos (flujos de lodo y escombro volcánico) al derretir aproximadamente el 10% del casquete glaciar del volcán. El mayor de estos flujos sepultó por completo el municipio de Armero (Tolima) en la conocida Tragedia de Armero, donde al menos 23.000 personas fallecieron según el Comité de Estudios sobre Desastres de Colombia. Este evento, considerado el desastre volcánico más mortífero del siglo XX en Sudamérica y el cuarto a nivel mundial desde el siglo XVI, evidenció el riesgo letal de los lahares en volcanes con glaciares. Patrones similares ocurrieron en erupciones históricas del Ruiz: en 1595 (VEI 4) y 1845 (VEI 3-4), que también generaron lahares mortales pero con menor impacto demográfico.
El volcán forma parte del Parque Nacional Natural Los Nevados que incluye otras cumbres nevadas como las de Tolima, Santa Isabel, El Cisne y Quindío. Sus glaciares, entre los más septentrionales de Sudamérica, han experimentado un retroceso acelerado desde mediados del siglo XX, perdiendo cerca del 90% de su área en las últimas décadas debido al calentamiento global y a la actividad volcánica. El parque es un destino ecoturístico destacado, con refugios de montaña, balnearios termales, lugares de pesca como la Laguna del Otún y estaciones de esquí. La exploración científica se inició en 1868 con la expedición alemana de Reiss y Stübel (primer intento documentado de ascenso). El primer ascenso a la cumbre lo lograron Cunet y Gansser en 1936, quienes repitieron el ascenso en 1939.  En 2022 la Unión Internacional de Ciencias Geológicas (IUGS) de la Unesco lo declaró uno de los 100 sitios de patrimonio geológico mundial.

## Geografía y geología

Mapa de los principales volcanes activos de Colombia.

El Nevado del Ruiz es un volcán situado en la Cordillera Central de los Andes colombianos, entre los departamentos de Caldas y Tolima. Con una altitud de 5,321 metros sobre el nivel del mar, es uno de los volcanes más altos del país y forma parte del Parque Nacional Natural Los Nevados.  Se encuentra junto a los volcanes Nevado del Tolima, de Santa Isabel, del Quindío y el Cerro Machín. El macizo está ubicado en la intersección de cuatro fallas, algunas de las cuales aún se encuentran activas.
Forma parte del cinturón de Fuego del Pacífico y es el más septentrional del cinturón volcánico de los Andes, que incluye 75 de los 204 volcanes sudamericanos formados durante el Holoceno. Este cinturón es el resultado de la subducción con dirección este de la placa de Nazca por debajo de la placa Sudamericana. Como en el caso de otros volcanes en zonas de subducción, el Nevado del Ruiz puede dar origen a erupciones plinianas asociadas a flujos piroclásticos que pueden fundir glaciares aledaños a la cumbre, produciendo lahares.

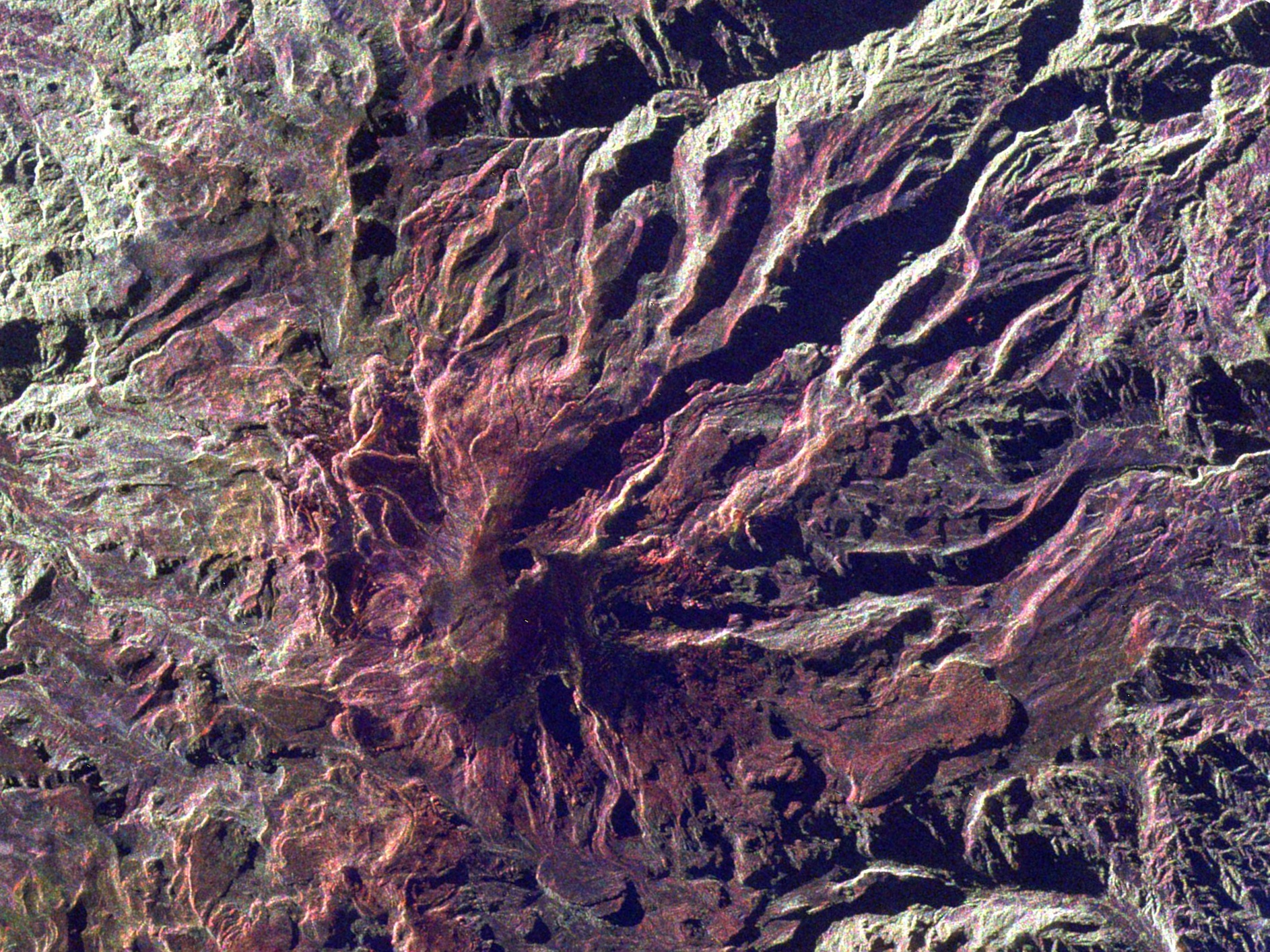
Imagen satelital de radar del Nevado del Ruiz, con el profundo cráter Arenas visible cerca de la cumbre.

Al igual que muchos otros volcanes andinos, el Nevado del Ruiz es un estratovolcán, es decir, un volcán cónico y de gran altura, compuesto por múltiples capas de lava endurecida, piroclastos alternantes y cenizas volcánicas. Sus lavas son de composición andesítica–dacítica. El cono volcánico moderno comprende cuatro domos de lava, todos ellos construidos dentro de la caldera del ancestral Ruiz: Alto de la Laguna, la Olleta, Alto la Piraña, y Alto de Santana. Cubre un área de más de 200 km², abarcando 65 km de este a oeste. La extensa cumbre incluye el cráter Arenas, con 1 km de diámetro y 240 m de profundidad.
La cima del volcán tiene laderas con inclinaciones de entre 20 y 30 grados. A altitudes más bajas las laderas son menos pronunciadas, con inclinaciones cercanas a los 10 grados. A partir de ahí, los piedemontes se extienden casi hasta la ribera del Magdalena al oriente, y la del Cauca al occidente. En los dos principales lados de la cima, los acantilados de los glaciares muestran los lugares en donde se han producido corrimientos de tierra. Asimismo, en algunas ocasiones, se ha fundido el hielo de los glaciares generando lahares devastadores, incluyendo la erupción más mortal del continente en 1985. En el lado suroccidental del volcán se encuentra el cono piroclástico La Olleta, que no está activo actualmente, pero ha erupcionado varias veces en el pasado.

### Clima
El clima en el Nevado del Ruiz es frío y húmedo, con temperaturas que pueden descender por debajo de los 0 °C en la cumbre. Las precipitaciones son frecuentes, y la nieve junto con los glaciares predominan en la zona superior, generando ríos de deshielo que alimentan las cuencas hidrográficas de la región.

### Glaciares y retroceso glaciar

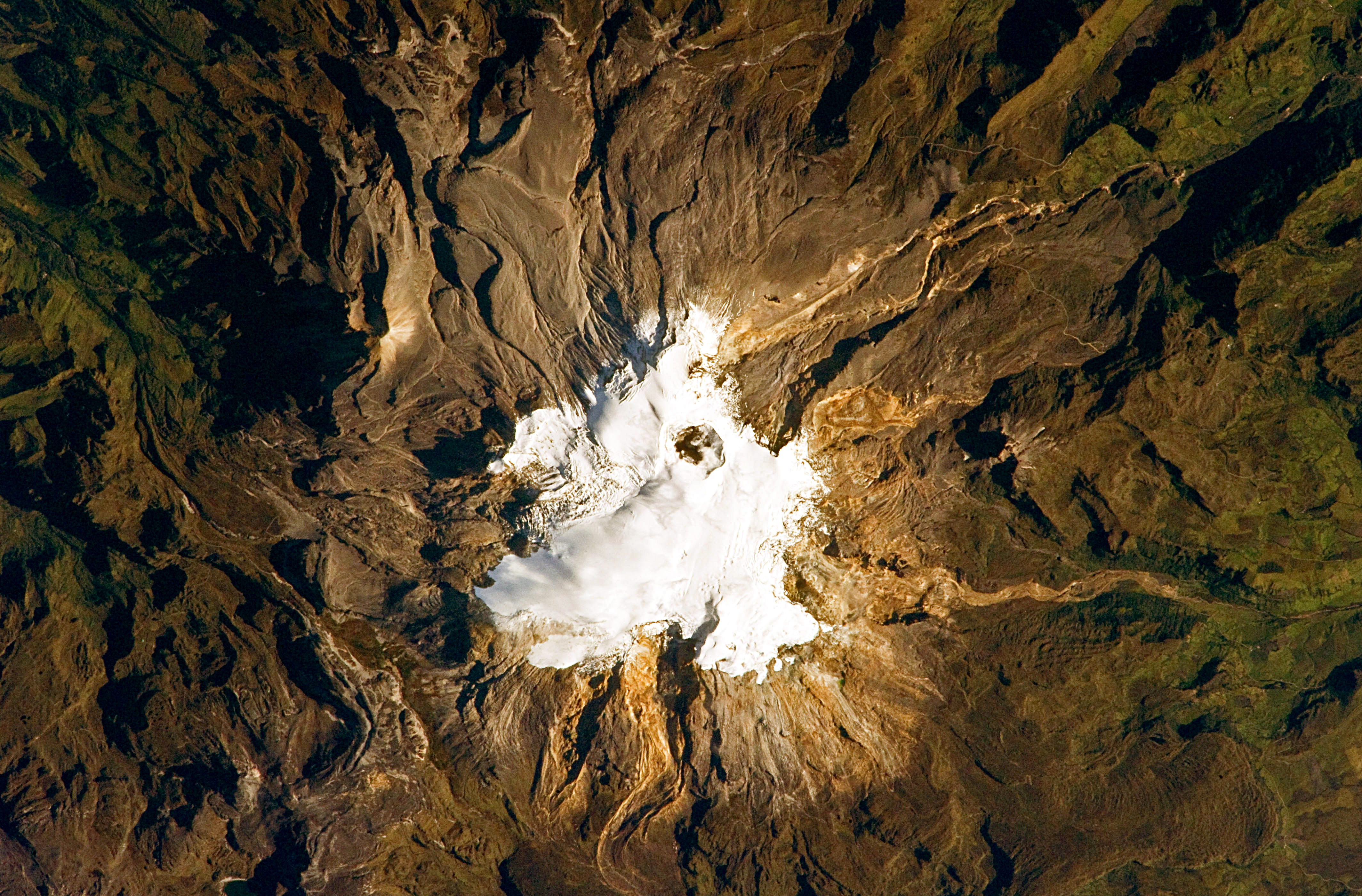
La cumbre del volcán y las zonas aledañas más elevadas están cubiertas por glaciares, que aparecen como una masa blanca alrededor del cráter Arenas.

En las últimas décadas, el Nevado del Ruiz ha sufrido un marcado retroceso glaciar. Según el IDEAM, el glaciar actual cubre aproximadamente 7.7 km². Colombia ha perdido cerca del 90 % de su cobertura glaciar en poco más de un siglo, pasando de 340 km² a 33 km² en 2024. Entre 2021 y 2022, la pérdida fue del 3.2 %, equivalente a 1.11 km², lo que representa aproximadamente 156 canchas de fútbol. Los glaciares colombianos pierden entre un 3 % y 5 % de su área cada año, y el Nevado del Ruiz es parte de esta preocupante tendencia.

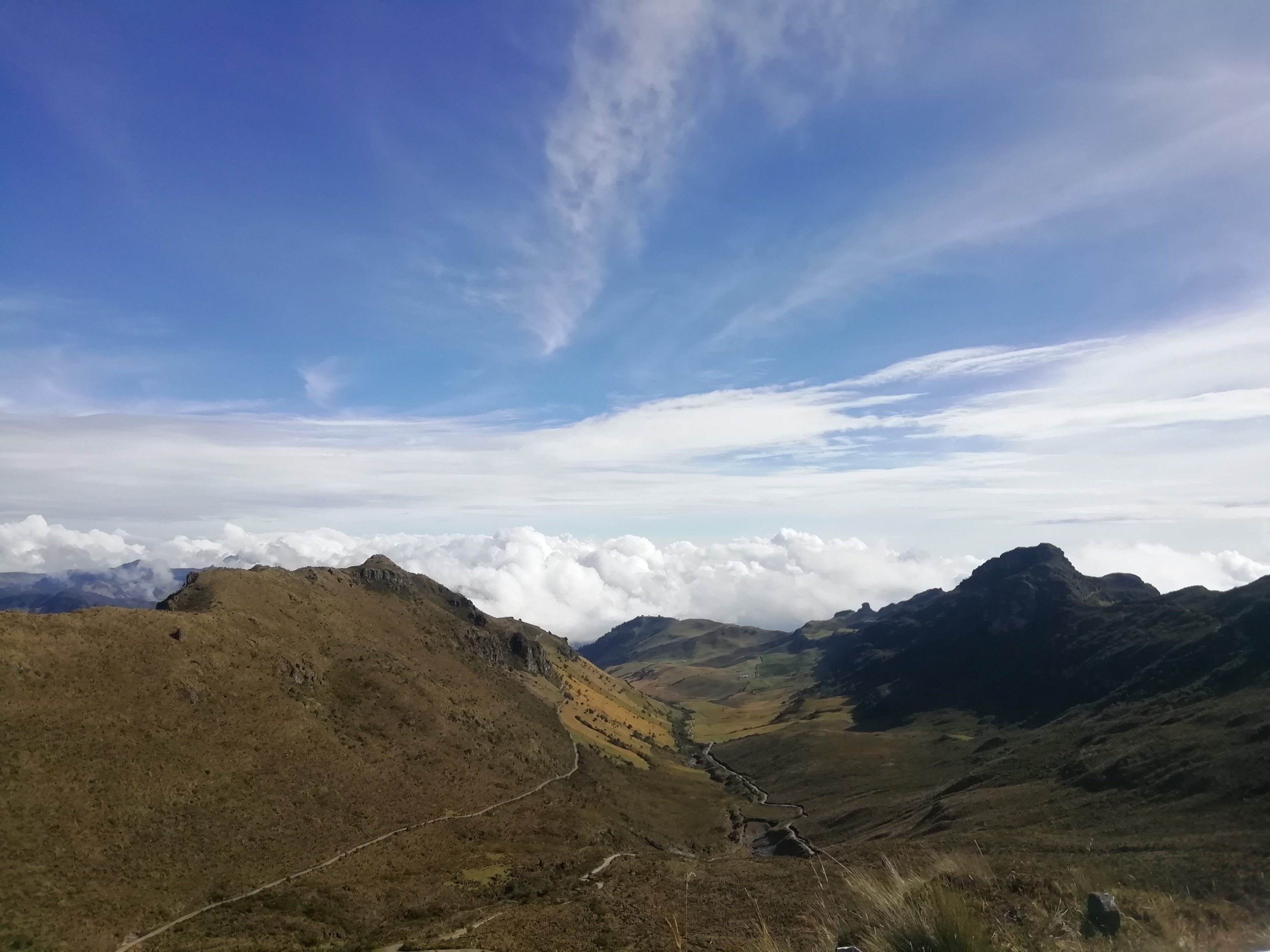
Valle en U. Prueba de la extensión glaciar del Nevado del Ruiz en el pasado.

Desde entonces, los glaciares han continuado su retroceso debido al calentamiento atmosférico. Para 1959, el área glaciar se había reducido a solo 34 km²; y tras la erupción de 1985, que destruyó cerca del 10 % del área helada de la cumbre, se redujo a la mitad: de 17 a 21 km² justo después de la erupción, a cerca de 10 km² en 2003. En 1985, los glaciares alcanzaban alturas tan bajas como los 4500 metros, pero actualmente solo llegan hasta altitudes entre 4800 y 4900 metros.

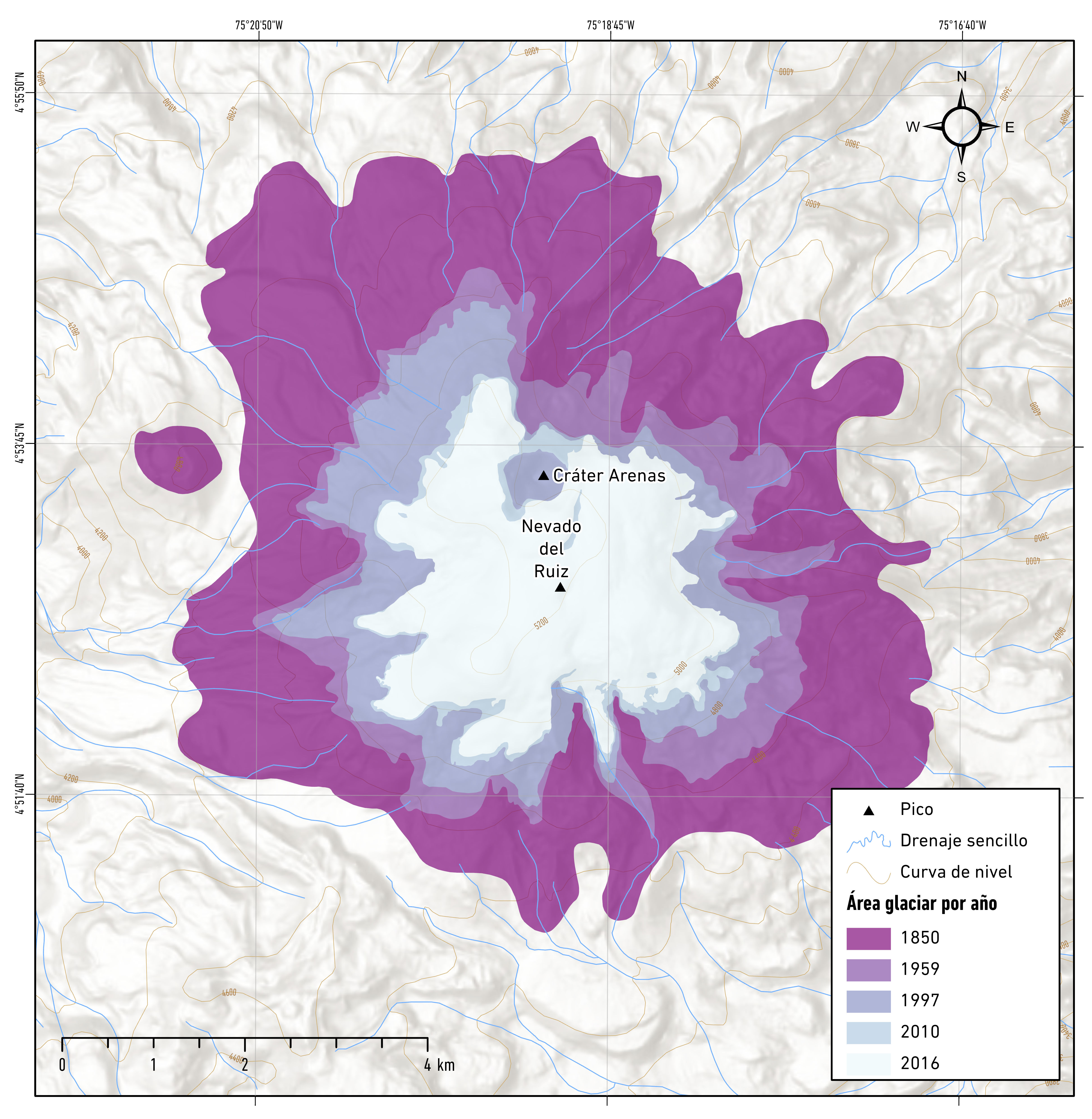
Dinámica glaciar del Nevado del Ruiz 1850 - 2016

Posee un casquete glaciar de 7,6km². La capa de hielo tiene un grueso promedio de aproximadamente 50 metros; es más gruesa en algunas zonas de la meseta de la cumbre y bajo el glaciar Nereidas en la ladera suroeste, donde alcanza profundidades de 190 metros. Los glaciares en las laderas del norte, y en menor medida los de las laderas orientales, perdieron la mayor parte de su hielo en la erupción de 1985, y por ello solo llegan a 30 metros de profundidad. El grueso hielo que cubre la meseta de la cumbre puede estar ocultando una caldera; cinco cúpulas alrededor de dicha meseta han aparecido conforme el hielo se ha ido retirando.
El agua de deshielo es drenada en su mayor parte a los ríos Cauca, al occidente, y Magdalena, al oriente. La escorrentía proveniente de los glaciares del Ruiz y de las cumbres nevadas aledañas es la encargada del abastecimiento de agua potable de 40 poblaciones cercanas, por lo que tanto los científicos colombianos como los funcionarios del gobierno están preocupados por el suministro de agua a las ciudades si los glaciares se fundieran por completo.
El Nevado del Ruiz alberga uno de los pocos glaciares que aún sobreviven en Colombia. Este glaciar, ubicado entre los 4.500 y 5.300 metros sobre el nivel del mar, ha experimentado un acelerado retroceso debido al calentamiento global. Según el Instituto de Hidrología, Meteorología y Estudios Ambientales (IDEAM),además, un análisis  evidenció que entre los años 2000 y 2010, este nevado perdió alrededor del 82% de su superficie glaciar, consolidándose como uno de los glaciares colombianos con mayor velocidad de retroceso en ese periodo. Entre 2010 y 2020 el glaciar perdió más del 30% de su superficie. Su área actual se estima en menos de 2km², mientras que en 1850 cubría más de 10 km².
Entre los años 2020 y 2022 se ha evidenciado una disminución constante en el nivel del glaciar, con una reducción de 0,46km² en su área. Aunque la presencia de depósitos de ceniza volcánica, especialmente cuando superan los 15 metros de espesor, puede disminuir la velocidad de derretimiento, se mantiene una tendencia general de disminución de la masa glaciar

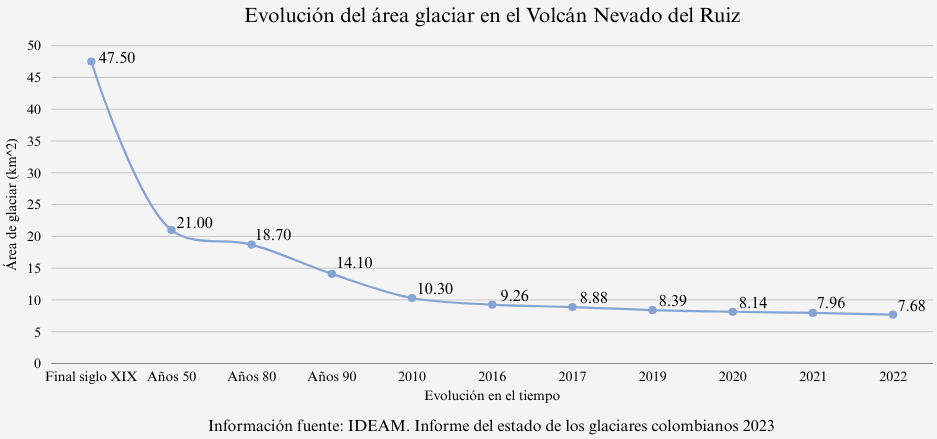
Evolución del área glaciar en el Volcán Nevado del Ruiz.

El Nevado del Ruiz ha presentado un marcado retroceso glaciar durante las últimas décadas.  Los estudios indican que el glaciar no ha perdido su masa de manera lineal, sino que ha experimentado ciclos de pérdida y recuperación asociados al fenómeno de El Niño-Oscilación del Sur (ENSO).
En los periodos cálidos del ENSO, como El Niño, se registra una pérdida significativa de masa glaciar  mientras que en los periodos fríos, como La Niña, se observa una recuperación parcial del área perdida. Sin embargo, investigaciones recientes señalan que la capacidad de recuperación del glaciar ha disminuido tras eventos intensos como el de El Niño 2015–2016.
Además de su valor ambiental, el glaciar del Nevado del Ruiz cumple una función hidrológica esencial para las cuencas de los ríos Gualí y Lagunilla. Sin embargo, expertos advierten que, de mantenerse las tendencias actuales de temperatura y precipitación, el glaciar podría desaparecer completamente antes del año 2040.
La desaparición de los glaciares andinos, como el del Ruiz, no solo implica la pérdida de un ecosistema único, sino también impactos negativos en el abastecimiento de agua y el equilibrio climático regional.

## Características glaciológicas
El Nevado del Ruiz alberga una de las masas glaciares más estudiadas de Colombia. Su estructura glaciar presenta las siguientes particularidades:

### Mesetas glaciares
Primera meseta: Ubicada por encima de los 5000 m s. n. m., rodea el Cráter Arenas y cubre aproximadamente 1,8 km². Su topografía plana favorece la preservación del hielo.
Segunda meseta: Situada al sur de la primera, con 1,3 km² de extensión y una forma más redondeada, posiblemente cubriendo un domo volcánico. Ambas mesetas actúan como zonas de acumulación glaciar.

### Lenguas glaciares
Las pendientes del volcán albergan múltiples lenguas glaciares nombradas según características geográficas o históricas, entre ellas:
Diablos Rojos (nombrado por equipos de Ingeominas en 1987)
Nereidas (actualmente considerado "muerto" por su desconexión de la masa principal y cubierta de ceniza volcánica)
La Cabaña, Leonera Alta, Molinos y Gualí (asociados a ríos o rasgos topográficos)

### Formaciones singulares
Estoraques de hielo: Bloques rocosos sostenidos por columnas de hielo.
Túneles sub glaciares: Formados por fusión interna y calor geotérmico, destacan por el color azul intenso de sus paredes debido al fenómeno de dispersión óptica en el hielo.

### Amenazas
La actividad volcánica y el cambio climático han acelerado el retroceso glaciar. Eventos como el lahar de 1985 (Armero) evidencian los riesgos asociados a la fusión súbita del hielo.
El Nevado del Ruiz es uno de los pocos lugares en Colombia donde todavía sobrevive un glaciar. Pero no por mucho tiempo. Desde hace más de un siglo, su hielo ha ido desapareciendo, y cada año pierde un poco más. Estos glaciares no solo son importantes por su belleza o su historia, también son fuente de agua y equilibrio climático para la región. A pesar de esto, muchas de sus necesidades reales siguen sin ser atendidas.

## Flora y fauna

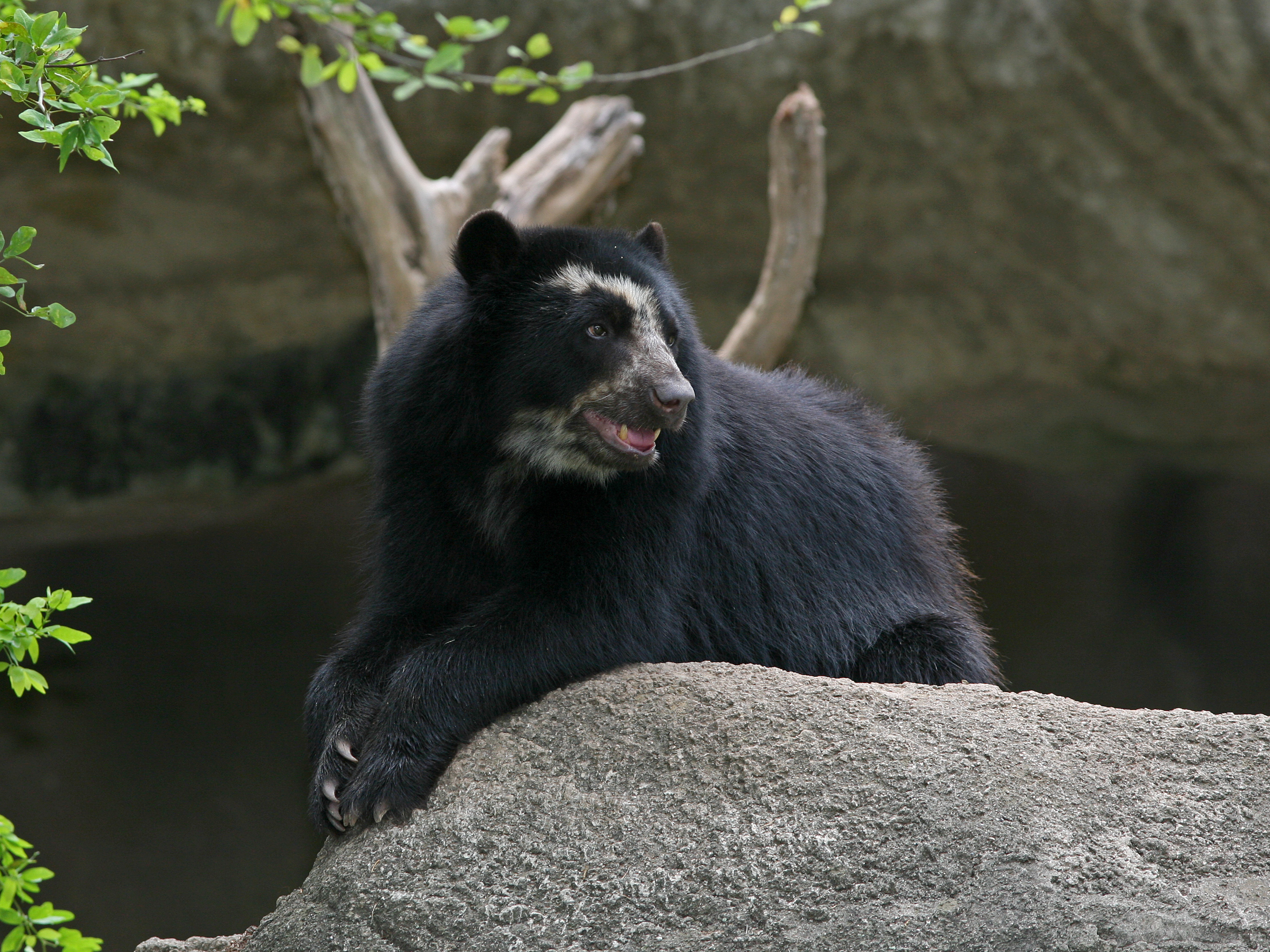
Oso de anteojos.

En general, el Nevado del Ruiz está pobremente forestado debido a su elevación, y su cubierta de árboles disminuye conforme aumenta la altitud. En las menores alturas, están presentes bosques templados bien desarrollados (20–35 m); por encima de estos, pero por debajo de la línea de los árboles, ciertos sectores de la superficie cuentan con bosques enanos (3–8 m). Por encima de dicha línea, en el páramo, la vegetación está dominada por Espeletia. La vegetación de la región está formada por diferentes familias de plantas leñosas, incluyendo Rubiaceae, Fabaceae, Melastomataceae, Lauraceae y Moraceae. Algunas herbáceas, de familias como Polypodiaceae, Araceae, Poaceae, Asteraceae, Piperaceae y Orchidaceae también están presentes en la región.
Entre los animales que habitan el volcán se encuentran el tapir andino y el oso de anteojos, considerados como amenazados. Asimismo, en los alrededores del volcán se encuentran especies como Bolborhynchus ferrugineifrons, Oxypogon Stubelii y Osornophryne percrassa. Además, el Nevado del Ruiz es hábitat del cóndor de los Andes y de 27 especies endémicas de Colombia, con 14 de ellas confinadas a la región alrededor del volcán. 15 especies de aves de la región también son consideradas como amenazadas.
El Nevado del Ruiz y su entorno hacen parte del Parque Nacional Natural Los Nevados, un ecosistema estratégico conformado por páramos, bosques altoandinos y glaciares. Esta zona alberga una gran biodiversidad adaptada a las duras condiciones climáticas de alta montaña.
La flora se caracteriza por especies como el frailejón, líquenes, musgos y pastos de páramo como el Calamagrostis effusa. En los bosques más bajos es común encontrar especies como el Polylepis quadrijuga (colorado de páramo), un arbusto en peligro por la deforestación.
En cuanto a la fauna, se han registrado mamíferos como el venado conejo (Pudu mephistophiles) y el zorro andino (Lycalopex culpaeus). La avifauna incluye especies emblemáticas como el cóndor de los Andes (Vultur gryphus), el colibrí de páramo (Oreotrochilus leucopleurus) y el mirlo de montaña (Turdus fuscater). Además, se han documentado anfibios endémicos como el Atelopus subornatus, los cuales enfrentan amenazas por el cambio climático y la actividad volcánica.
Este ecosistema es frágil y se encuentra bajo presión por el turismo, el calentamiento global y los efectos de las erupciones volcánicas, por lo que la conservación del área es prioritaria para preservar esta biodiversidad única.
Además de las especies ya descritas, estudios recientes del Instituto Alexander von Humboldt indican que en la región andina, incluyendo el área del Nevado del Ruiz, se han identificado más de 200 especies endémicas, de las cuales solo alrededor del 10–35 % de sus áreas de distribución están representadas dentro del Sistema Nacional de Áreas Protegidas (SiNAP). En las zonas más elevadas, además de los frailejones, líquenes y musgos, se ha identificado una gran variedad de criptógamas y hongos que cumplen funciones clave en la retención de humedad y el reciclaje de nutrientes (Ramírez et al., 2020).
Por otro lado, el oso de anteojos (Tremarctos ornatus) ha sido reconocido como un dispersor legítimo y eficiente de semillas de varias especies arbustivas de bosques montanos y páramos, ya que las semillas que pasan por su tracto digestivo mantienen su viabilidad y muestran tasas de germinación similares a las no ingeridas.
En cuanto a interacciones ecológicas, este carnívoro vegetal actúa como una especie sierra que favorece la regeneración del bosque y los páramos al dispersar semillas a lo largo de sus desplazamientos, contribuyendo a la diversidad vegetal local . Sin embargo, el ecosistema del Nevado del Ruiz enfrenta fuertes presiones por la deforestación para cultivos legales e ilegales, ganadería, infraestructuras y fragmentación del hábitat, lo que limita la conectividad ecológica y pone en riesgo especies endémicas con rangos de distribución reducidos 
Para contrarrestar estos efectos, se han implementado programas de conservación liderados por el Parque Nacional Natural Los Nevados y el Instituto Humboldt, dirigidos al monitoreo de especies vulnerables, restauración de suelos y fortalecimiento de áreas protegidas estratégicas dentro del SiNAP. Finalmente, el cambio climático y el retroceso glacial han alterado la disponibilidad hídrica y la distribución altitudinal de especies adaptadas a condiciones de alta montaña, evidenciando desplazamientos y, en algunos casos, desapariciones locales de poblaciones sensibles .

### Biodiversidad y ecosistemas
El Nevado del Ruiz alberga una notable diversidad biológica. Se han registrado más de 4,700 especies de plantas, incluyendo frailejones, musgos y líquenes. En cuanto a la fauna, destacan 628 especies de aves, como el cóndor de los Andes, además de mamíferos como el oso de anteojos y diversas especies de roedores y felinos menores. 
Esta biodiversidad se encuentra bajo presión por factores como el retroceso glaciar, el cambio climático y la fragmentación del hábitat, lo que convierte la conservación del Parque Nacional Natural Los Nevados en una prioridad nacional.

## Historia eruptiva

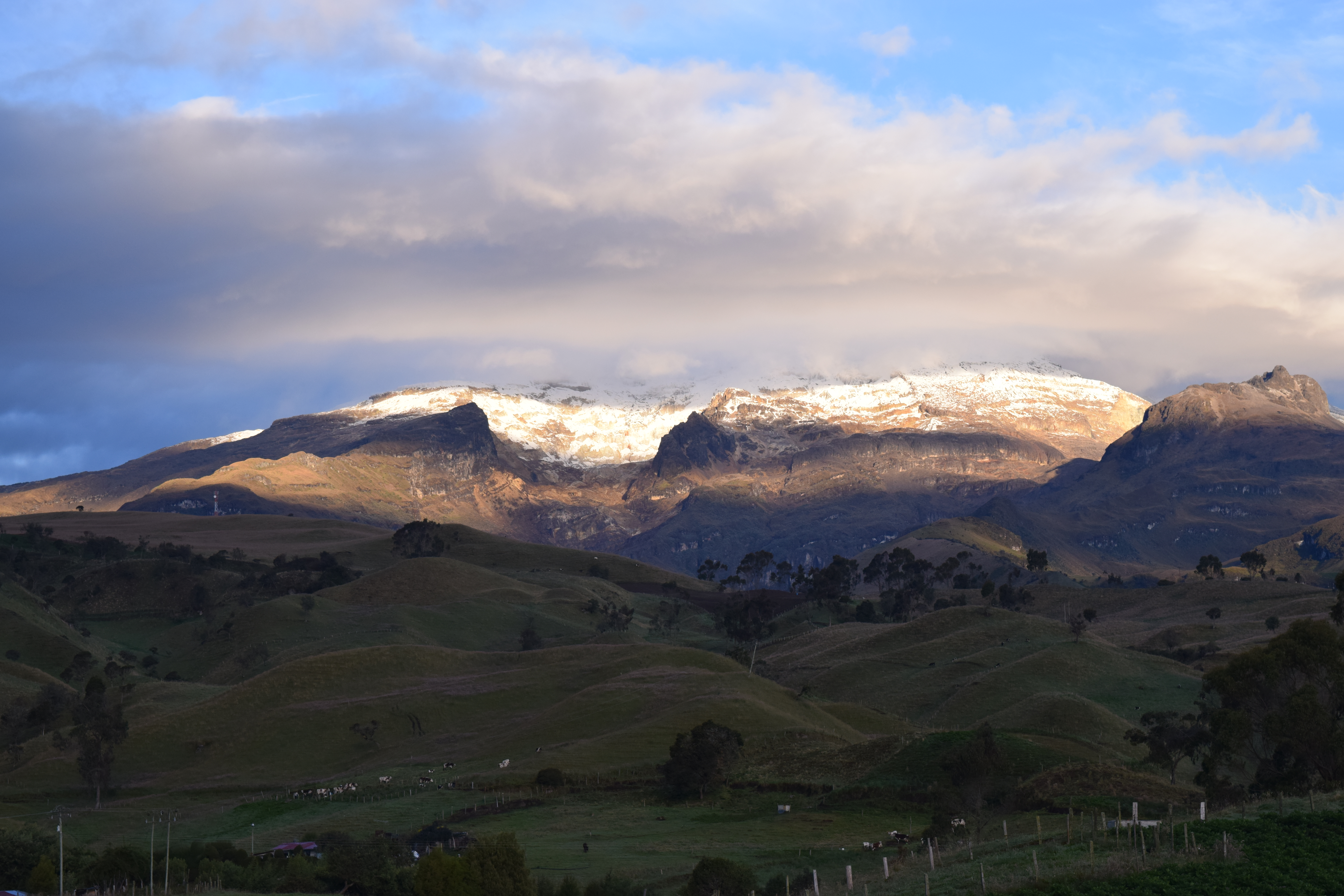
Vista panorámica del Volcán Nevado del Ruiz por Mauricio Morales.

Sus primeras erupciones tuvieron lugar hace 1,8 millones de años, a principios del Pleistoceno, a partir del cual se han identificado tres periodos primarios de erupción: el ancestral, el antiguo y el actual. Durante el primero de ellos, entre un millón y dos millones de años atrás, se creó un complejo de grandes estratovolcanes, que luego colapsaron parcialmente hace un millón y 800 000 años, formando calderas de entre 5 y 10 km de ancho. Durante el periodo antiguo, que duró desde hace 800.000 a 200.000 años, se desarrolló un nuevo complejo de grandes estratovolcanes, incluyendo lo que para aquella época eran el Ruiz, el Tolima, el Quindío, y el Santa Isabel. Una vez más, se formaron calderas explosivas en sus cumbres, entre hace 200.000 y 150.000 años.
| Fecha                    | IEV | Eventos eruptivos                              |
| ------------------------ | --- | ---------------------------------------------- |
| 1541                     | 1   | Actividad Fumarólica.                          |
| 1570                     | 1   | Incandescencia volcánica.                      |
| 12 de marzo de 1595      | 3   | Avalanchas de escombros, lahares.              |
| 1623                     | 1   | Actividad fumarólica. Cráter Arenas.           |
| 14 de marzo de 1805      | 1   | Caída de ceniza.                               |
| 1828, junio              | 1   | Explosión freática.                            |
| 18 de junio de 1829      | 1   | Caída de cenizas.                              |
| 1831                     | 1   | Actividad fumarólica y caída de ceniza.        |
| 1833                     |     | Actividad fumarólica.                          |
| 19 de febrero de 1845    | 3   | Avalancha de escombros, lahares.               |
| 1916                     | 1   | Caída de cenizas.                              |
| 11 de septiembre de 1985 | 1   | Caída de ceniza. lahar Lagunillas.             |
| 13 de noviembre de 1985  | 3   | Erupción sub-pliniana                          |
| 1 de septiembre de 1989  | 1   | Caída de ceniza, lahar en Lagunillas.          |
| marzo/abril 1994         |     | Reactivación sísmica.                          |
| 2023, abril              | 1   | Elevación a su nivel de alerta. Alerta Naranja |

El periodo presente inició hace aproximadamente 150 000 años, y supuso el desarrollo del actual edificio volcánico a través del emplazamiento de domos de lava hechos a base de andesita y dacita dentro de las viejas calderas. Durante los últimos 11 000 años, el Nevado del Ruiz ha pasado por al menos 12 etapas de erupción, las cuales han incluido múltiples corrimientos de tierra, flujos piroclásticos y lahares, conduciendo a la destrucción parcial de los domos de la cima. Durante los últimos miles de años, la mayor parte de las erupciones de los volcanes del macizo Ruiz–Tolima han sido pequeñas, y los flujos piroclásticos depositados han sido menos voluminosos que los del Pleistoceno. Dado que las erupciones más antiguas del volcán no han sido registradas, los vulcanólogos han usado la técnica de tefrocronología para datarlas.
Durante la historia registrada del volcán, las erupciones han consistido principalmente de una chimenea central en la caldera, seguida de una erupción explosiva, y luego, de lahares. La más antigua de las erupciones identificadas en el Holoceno ocurrió cerca del 6660 a.C., y se produjeron nuevas erupciones en 1245 a. C.±150 años (usando la datación por radiocarbono), cerca del 850 a. C., en el 200 a. C.±100 años, así como en el 350 d. C.±300 años, el 675 d. C.±50 años, en 1350, 1570, 1595, 1623, 1805, 1826, 1829, 1831, 1845, 1916, diciembre de 1984 a marzo de 1985, septiembre de 1985 a julio de 1991, y posiblemente en 1541, 1687, 1828, 1833 y abril de 1994 y la última el día 30 de junio de 2012 que fue de gases y ceniza únicamente. Muchas de esas erupciones incluyeron una erupción de chimenea central, una de chimeneas a los costados, y una explosión freática. El Ruiz es considerado como el segundo volcán más activo de Colombia, tras el Galeras, en Nariño.

### Lahar de 1595
En la mañana del 12 de marzo de 1595, el volcán entró en erupción. Este episodio consistió en tres erupciones plinianas que llegaron a oírse a más de 100 km de la cima, y fue expulsada una gran cantidad de ceniza, lo que oscureció el área circundante. Durante las erupciones, el volcán también expulsó lapilli y bombas volcánicas. En total, la erupción produjo 0,16 km³ de tefra. La erupción estuvo precedida por un gran terremoto, tres días antes; y la erupción precursora causó lahares, que viajaron por los valles de los ríos Gualí y Lagunilla, obstruyendo el flujo de agua, matando los peces y destruyendo la vegetación. 636 personas murieron a causa del lahar.
La de 1595 fue la última gran erupción antes de 1985; y fueron similares en muchos aspectos, incluyendo la composición química del material erupcionado.

### Flujo de lodo de 1845
En la mañana del 19 de febrero de 1845, un terremoto de gran magnitud dio como resultado un flujo de lodo, que corrió por el valle del Lagunilla por aproximadamente 70 km, extendiéndose y vertiéndose al exterior del cauce del río y matando gran parte de la población local. Tras superar un abanico aluvial, el flujo de lodo se dividió en dos ramas: la más grande se unió al Lagunilla y siguió hasta confluir con el Magdalena, mientras que la más pequeña fue desviada por las colinas frente al cañón del Lagunilla, para luego fluir al oriente junto al río Sabandija y finalmente reincorporarse al flujo principal en la desembocadura del río. Se estima que unas mil personas fallecieron a causa de lo sucedido.

### Tragedia de Armero
El 13 de noviembre de 1985, una erupción del Nevado del Ruiz provocó la tragedia de Armero. El desprendimiento de glaciares generó flujos de lodo y lahares que arrasaron la ciudad, causando la muerte de más de 20,000 personas y dejando decenas de miles de damnificados.

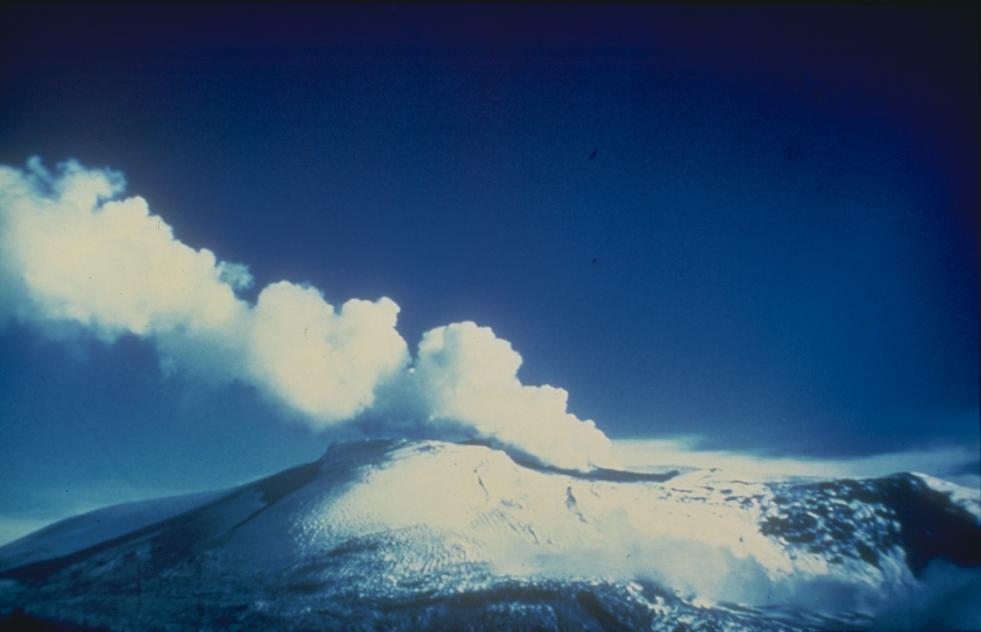
Antes de la erupción, en septiembre de 1985.

Una misión vulcanológica italiana analizó muestras de gas provenientes de fumarolas a lo largo del suelo del cráter Arenas, obteniendo anhídrido carbónico (CO2) y anhídrido sulfuroso (SO2), lo que indicaba una liberación directa de magma a la superficie del medio ambiente. De acuerdo a las consideraciones del informe de la misión, publicado el 22 de octubre de 1985, el riesgo de lahares era muy alto. Además, en el informe se recomendaron varias técnicas de preparación sencillas para las autoridades locales.
En noviembre de 1985, la actividad volcánica se incrementó una vez más, conforme el magma se acercaba a la superficie. El volcán empezó a lanzar grandes cantidades crecientes de gases ricos en azufre, principalmente anhídrido sulfuroso; el contenido de agua de las fumarolas se redujo, y las fuentes de agua cercanas se enriquecieron en magnesio, calcio y potasio lixiviados del magma. Las temperaturas del equilibrio termodinámico (energía térmica estacionaria), correspondiente a la composición química de los gases descargados, fue de 200 °C a 600 °C. La extensa desgasificación del magma causó un aumento de la presión dentro del volcán, justo en el espacio situado encima del magma, lo que finalmente dio origen a una erupción explosiva.

#### Erupción y lahares

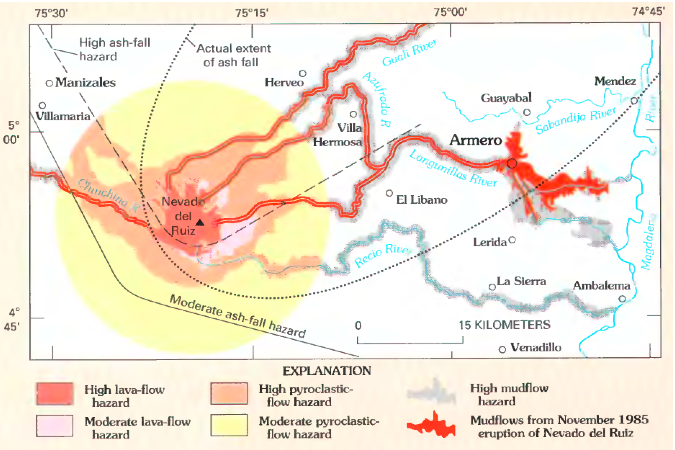
Mapa de peligro para el Nevado del Ruiz, con los lahares de 1985 coloreados en rojo.

El Nevado del Ruiz hizo erupción a las 9:09 p. m. del 13 de noviembre de 1985, expulsando tefra dacítica a más de 30 km en la atmósfera. La masa total del material erupcionado, incluyendo magma, fue de 35 millones de toneladas, únicamente el 3 % de la cantidad que expulsó el Saint Helens en 1980. La erupción alcanzó el nivel 3 en el índice de explosividad volcánica. La masa de anhídrido sulfuroso expulsada fue de aproximadamente 700 000 toneladas, o cerca del 2 % de la masa del material sólido expulsado, haciendo que la erupción fuera atípicamente rica en azufre.
La erupción produjo flujos piroclásticos que fundieron los glaciares y la nieve, generando cuatro lahares que corrieron por las vertientes del volcán; también destruyeron un pequeño lago que podía ser observado en el cráter Arenas varios meses antes de la erupción. Dado que el agua de los lagos volcánicos suele ser extremadamente salada y contener gases volcánicos disueltos, la composición ácida del lago, así como su calor, aceleró la fusión del hielo; este efecto fue confirmado por las grandes cantidades de sulfatos y cloruros encontrados en el lahar.

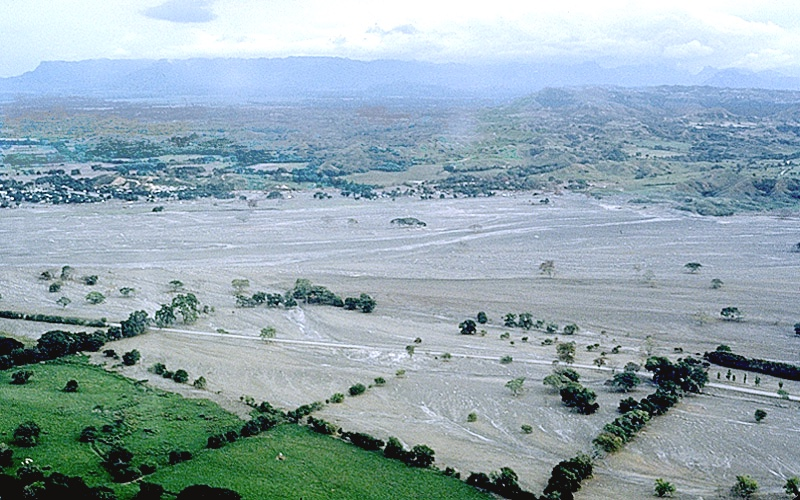
Camposanto. En el centro de esta fotografía estaba ubicado Armero, foto tomada a finales de noviembre de 1985.

Los lahares, conformados por agua, material piroclástico   continuaron su trayecto a una velocidad promedio de 60km/h erosionando el suelo, arrastrando rocas y destruyendo la vegetación. Luego de descender kilómetros, los lahares se dirigieron a los seis ríos que drenan el volcán. En el Río Gualí, un lahar alcanzó un ancho máximo de 50m. 
Uno de los lahares borró la pequeña área urbana de Armero, en Tolima, que se asentaba sobre el valle del Lagunilla. Únicamente sobrevivió la cuarta parte de sus 28 000 habitantes. El segundo lahar, que descendió por el valle del Chinchiná, mató a cerca de 1800 personas y destruyó alrededor de 400 casas en Chinchiná. En total, más de 23 000 personas perdieron la vida y otras 5000 resultaron heridas, y más de 5.000 hogares quedaron destruidos. La tragedia de Armero, fue el segundo desastre volcánico más mortífero de su siglo, solo sobrepasado por la erupción del Mont Pelée en 1902. y el cuarto en toda la historia conocida. También es el lahar más mortífero del que se tiene conocimiento, y el mayor desastre natural de Colombia.

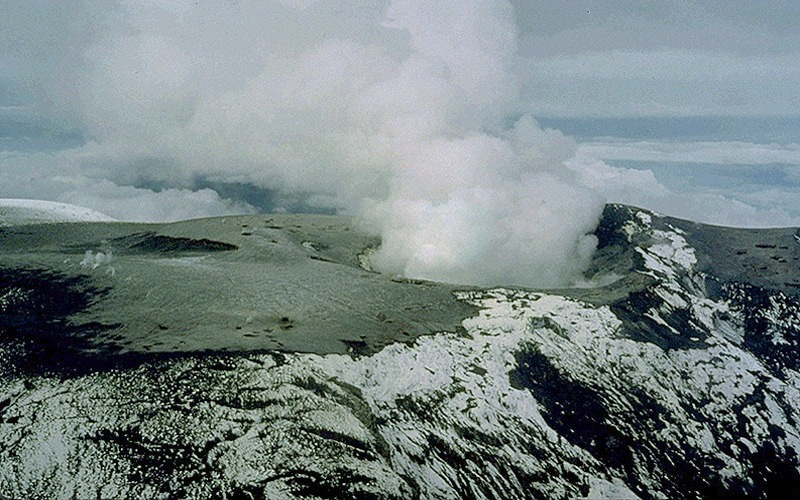
Cima del Nevado del Ruiz a finales de noviembre de 1985.

La pérdida de tantas vidas se debió al hecho de que los científicos nunca precisaron cuándo ocurriría la erupción, y porque las autoridades gubernamentales, no tomaron medidas costosas en prevención, sin una clara advertencia de peligro. Por otro lado, como la última erupción se había producido 140 años atrás, ya no existía en la memoria de los pobladores y para muchos fue difícil aceptar el peligro que representaba el volcán, que los habitantes conocían como el león dormido. Los mapas de amenaza que mostraban al Municipio de Armero inundado por completo, fueron distribuidos un mes antes de la erupción, pero el Congreso de la República criticó a los científicos y a las agencias de defensa civil por su alarmismo. Aunque instituciones como INGEOMINAS y la Defensa Civil fueron las encargadas de la planeación, evaluación y monitoreo de riesgos, y elaboraron mapas preliminares que advertían sobre el peligro de que Armero quedara sepultado por flujos de lodo tras una erupción volcánica, los conflictos de interés económicos y las posibles afectaciones a los bienes raíces llevaron a que el mapa publicado por El Espectador el 9 de octubre de 1985 fuera distinto al original. Mientras los estudios iniciales señalaban el riesgo inminente, el mapa difundido mostraba a Armero fuera de peligro.
Las autoridades locales fallaron al alertar a la población sobre la seriedad de la situación, con el alcalde y el párroco de Armero tranquilizando a la población tras una erupción de cenizas en la tarde del 13 de noviembre y la subsecuente lluvia de cenizas en la noche. Otro factor fue la tormenta de esa noche, que causó cortes de electricidad, dificultando las comunicaciones. A pesar de que los oficiales de defensa civil de cuatro pueblos cercanos intentaron advertir a Armero del lahar que se aproximaba y llegaría en una hora o menos, no lograron establecer contacto por radio.
Luego de la catástrofe, los científicos analizaron la información previa a la erupción y notaron que habían ocurrido varios sismos de periodo largo, que empezaban fuertes y se iban atenuando lentamente. El vulcanólogo Bernard Chouet se refirió diciendo que: "el volcán estaba gritando 'estoy a punto de estallar'", pero los científicos que estaban estudiando el volcán en el momento de la erupción no tenían la experiencia para leer estas señales.

### Actividad volcánica reciente
El Nevado del Ruiz es un volcán que está en erupción desde hace aproximadamente 10 años, pero todas las erupciones que ha hecho en este periodo han sido menores y su afectación se ha limitado a caída de cenizas en diferentes lugares dependiendo de la dirección del viento. 
El Servicio Geológico Colombiano realiza monitoreo constante del Nevado del Ruiz debido a su actividad volcánica. En marzo de 2023, se emitió una alerta por aumento en la actividad sísmica y emisiones de gases, lo que indicó una mayor probabilidad de erupciones, la actividad sísmica comenzó a monitorearse desde el año 1985. Por esta razón, el Servicio Geológico Colombiano cambió su nivel de actividad de amarillo (con un comportamiento inestable en el que se contemplan incrementos en la actividad sísmica, pero no una erupción mayor a las que ha hecho en la última década) a naranja (es probable que, en días o semanas, haga una erupción mayor a las que ha hecho en la última década).
Las causas del cambio de la actividad del volcán Nevado del Ruiz es que se trate de una intrusión magmática, es decir, un proceso por el cual el magma se desplaza desde una fuente más profunda hacia la superficie. En ese proceso se generan sismos. La opción más factible es que el magma se está desplazando por uno de los principales sistemas de fallas de Colombia: La Palestina, en donde se encuentra la cadena volcánica del Parque Nacional Natural Los Nevados. La Palestina es una de las rutas de ascenso de magma para el volcán Nevado del Ruiz, por lo que se cree que una porción de magma está empujando desde la parte sur del volcán hacia el cráter. Los movimientos que se generan al interior del volcán generan sismos, el volcán Nevado del Ruiz ha registrado un promedio de 6000 sismos por día en el mes de abril. Por eso es importante el monitoreo continuo y detallado, con el fin de informar oportunamente sobre los cambios en su actividad.

## Amenazas actuales y preparación

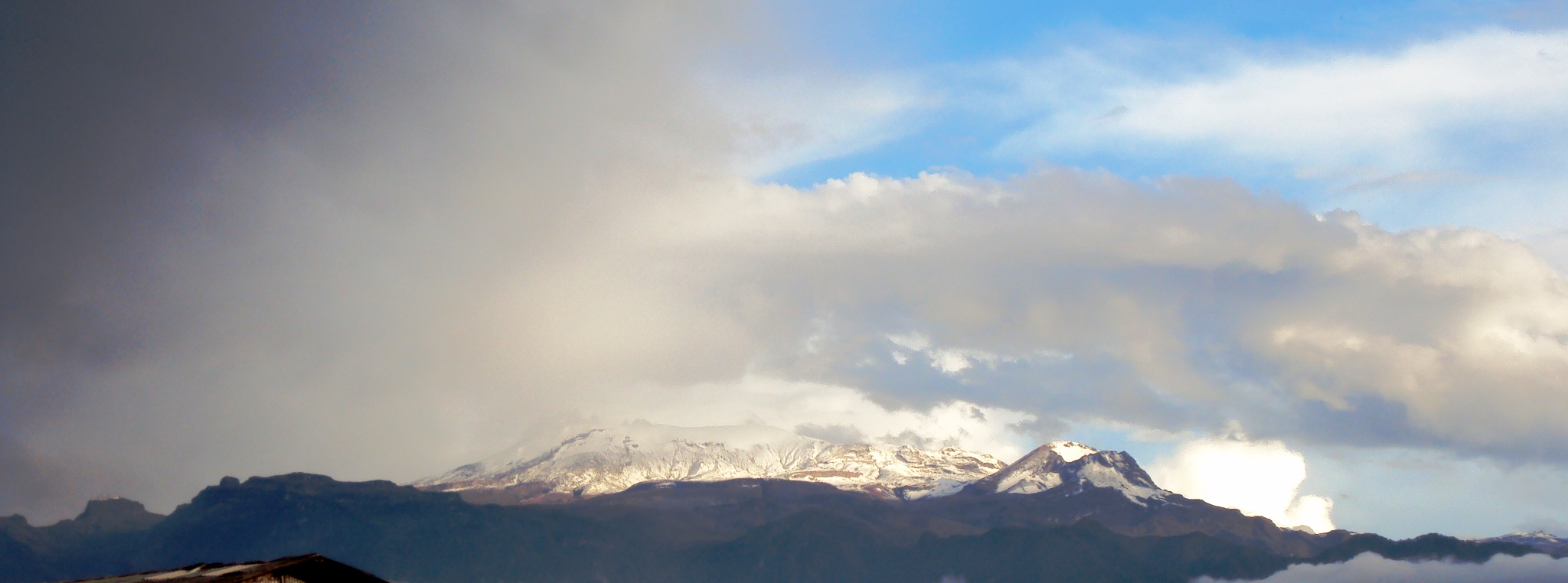
Nevado del Ruiz visto desde la ciudad de Manizales.

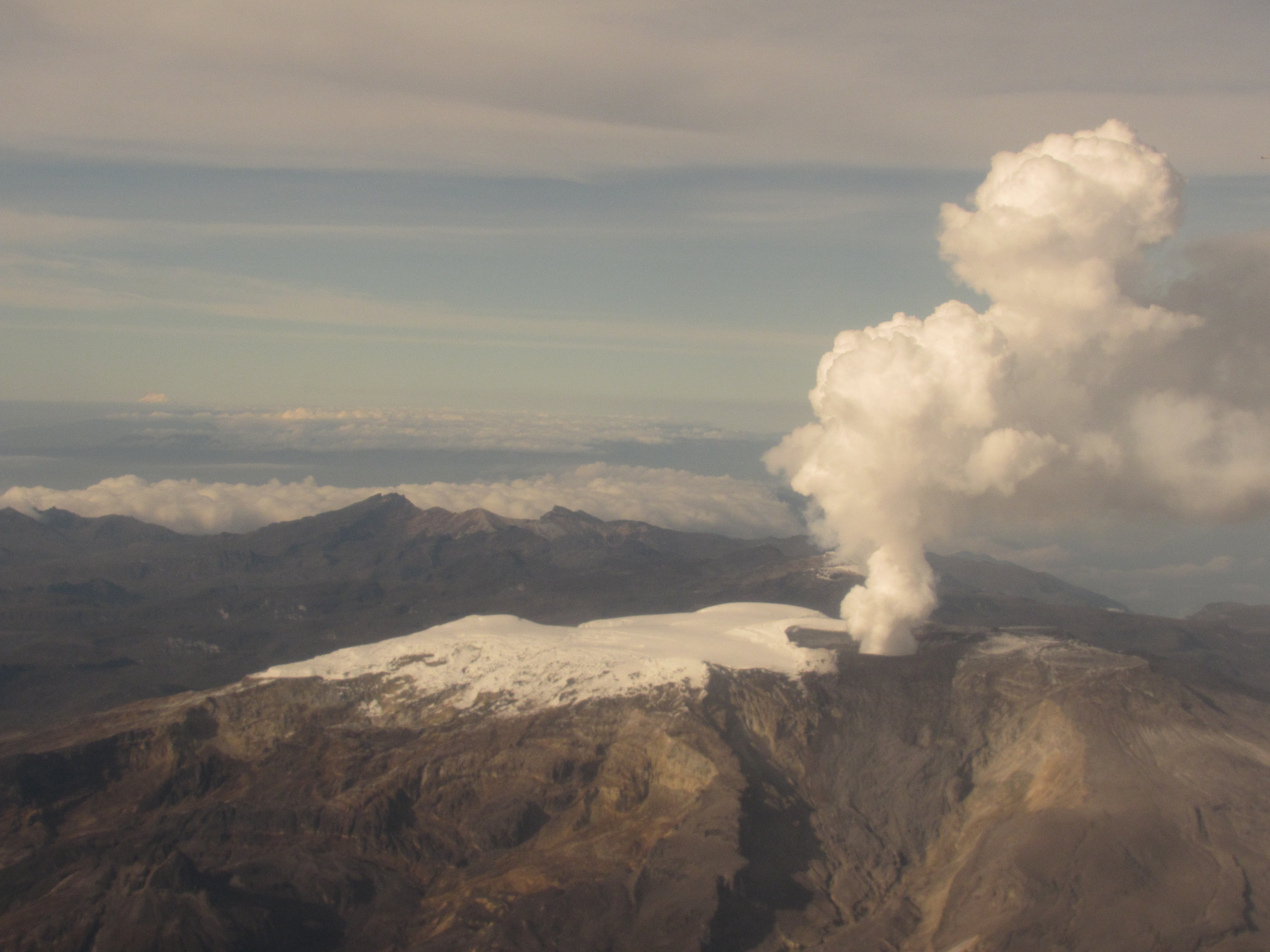
Actividad volcánica en 2016.

El volcán sigue representando una seria amenaza para las poblaciones cercanas. El riesgo más probable es que erupciones de pequeño volumen puedan desestabilizar los glaciares y generar lahares. Pese a la significativa reducción del tamaño de los glaciares, el volumen de hielo en las cumbres nevadas de la zona sigue siendo grande. Si únicamente se fundiera el 10 % del hielo, podría producir flujos de lodo de más de 200 millones de metros cúbicos, cantidad similar a la del flujo que enterró a Armero en 1985. Como los lahares pueden viajar más de 100 km por los valles de los ríos en cuestión de unas pocas horas, las estimaciones muestran que unos 500 000 habitantes de los valles de los ríos Chinchiná, Lagunilla, Azufrado y Gualí están en riesgo, y 100 000 de ellos son considerados como de alto riesgo. A pesar de que las pequeñas erupciones son más probables, la historia eruptiva de dos millones de años del macizo Ruiz–Tolima incluye numerosas erupciones de magnitud significativa, por lo que no debe ser ignorada la amenaza de una erupción grande. Una erupción de este tipo podría tener efectos más generalizados, incluyendo el posible cierre del aeropuerto de Bogotá debido a la caída de ceniza.
Como la tragedia de Armero se vio agravada por la falta de alertas tempranas, uso imprudente de la tierra, y la falta de preparación de las comunidades aledañas, el gobierno colombiano dio inicio a un programa oficial denominado Oficina Nacional para la Atención de Desastre, en 1987, con el propósito de prevenir incidentes similares en el futuro. Las principales ciudades colombianas fueron orientadas para promover la planificación de la prevención con el fin de mitigar las consecuencias de los desastres naturales, y se han llevado a cabo evacuaciones debido a amenazas volcánicas. Cerca de 2300 habitantes de las riberas de cinco ríos cercanos fueron evacuados cuando el volcán erupcionó nuevamente en 1989. Cuando otro volcán colombiano, el Nevado del Huila, entró en erupción en abril de 2008, miles de personas fueron evacuadas, pues los vulcanólogos alertaron a la población afirmando que la erupción podría ser otro "Nevado del Ruiz"; De igual manera, la zona aledaña al Galeras, ha sido constantemente evacuada debido a su actividad.
En abril de 2012, el volcán aumentó su actividad sísmica, poniendo al descubierto la escasa preparación de las poblaciones aledañas.
A principios de marzo del 2012 se da un pulso inicial de emisión de ceniza volcánica asociada al tremor volcánico. Según el Servicio Geológico Colombiano la ceniza emitida tuvo un volumen de 1 340 000 metros cúbicos; hasta el día 8 de junio de 2012 sigue cayendo ceniza de manera irregular, motivo por el cual la aeronáutica civil, cerró el aeropuerto de la ciudad de Manizales y restringió el tráfico aéreo en algunas zonas del país como medida de prevención.
El Servicio Geológico Colombiano realizó un análisis de las cenizas, encontrando lo siguiente: según el análisis preliminar de componentes y granulometría de las muestras de ceniza recolectadas de la emisión del día 29 de mayo de 2012, bajo la lupa binocular, se pudo observar que su composición es lítico cristalina, con cristales de plagioclasa, anfíbol, cuarzo, biotita, piroxeno y magnetita; los líticos son volcánicos, además presenta fragmentos de pómez y vidrio. Después de realizar el tamizado de algunas muestras recolectadas se puede observar que los tamaños de grano oscilan entre ceniza muy gruesa (1 y 2 mm) y gruesa (0,5–1 mm) en los sectores más cercanos al cráter Arenas, mientras que en los municipios de Manizales, Chinchiná, Palestina y Villamaría el tamaño de grano varía entre ceniza media (0,25-0,5 mm) y ceniza extremadamente fina (<0,0625 mm); y en las partes más lejanas el tamaño de grano es menor a 0,125 mm.

### Riesgos volcánicos y gestión del riesgo
El Nevado del Ruiz representa una amenaza latente debido a su potencial de generar lahares, producto del derretimiento glacial durante una erupción, como ocurrió en la tragedia de Armero en 1985, con más de 23.000 víctimas. A partir de abril de 2023, el Sistema Nacional de Gestión del Riesgo de Desastres (SNGRD) activó el Plan Nacional de Respuesta, en coordinación con el Servicio Geológico Colombiano (SGC), las autoridades departamentales y municipales para implementar protocolos de evacuación preventiva en zonas de amenaza alta, especialmente a menos de 15 km del cráter Arenas.
El SGC mantiene un monitoreo constante del volcán con boletines regulares y seguimiento sísmico, geoquímico y térmico, y comunica estos datos directamente a la UNGRD y a las comunidades involucradas.
Estas estrategias incluyen simulacros de evacuación, definición de rutas seguras, zonas de encuentro y cierres controlados del Parque Nacional Natural Los Nevados, con el objetivo de reducir la vulnerabilidad de municipios como Manizales, Armero‑Guayabal y Villamaría.

### Medidas de gestión del riesgo volcánico
- Identificación de amenazas: Monitoreo constante de la actividad volcánica a través de sistemas de vigilancia que incluyen técnicas geofísicas, geodésicas y geoquímicas.
- Evaluación de la vulnerabilidad: Análisis de la exposición de la población y la infraestructura a los peligros volcánicos, como flujos de lava, cenizas, gases y flujos piroclásticos.
- Elaboración de planes de emergencia: Incluyen planes de evacuación, rutas de escape, zonas de seguridad y protocolos de comunicación para la población.
- Educación y sensibilización: Campañas de información para la población sobre los riesgos volcánicos y las medidas de prevención.
- Adaptación de la infraestructura: Diseño de construcciones resistentes a la caída de ceniza y lahares, así como la planificación urbana para evitar asentamientos en áreas de alto riesgo.
- Preparación de kits de emergencia: Incluyen alimentos, agua, medicamentos, protección respiratoria y ocular, entre otros elementos esenciales.
- Simulacros y ejercicios de evacuación: Práctica de los protocolos de emergencia para garantizar una respuesta efectiva en caso de erupción.
- Seguimiento y evaluación: Monitoreo continuo de la efectividad de las medidas implementadas y ajustes necesarios.

## Turismo
El Nevado del Ruiz es un destino turístico destacado, especialmente para quienes practican montañismo, senderismo y observación de flora y fauna de alta montaña. Se destaca por sus paisajes naturales llamativos tales como la Laguna Verde, caracterizada por su tonalidad esmeralda; el Valle de las Tumbas, una zona rocosa con fumarolas activas; y los Termales del Ruiz. Dichos atractivos han ocasionado un aumento del tráfico de turistas en esta área protegida, por lo que resulta importante tener en cuenta las exigencias y recomendaciones para su visita. Los accesos principales se realizan desde los municipios de Manizales, Villamaría y Armero-Guayabal. 

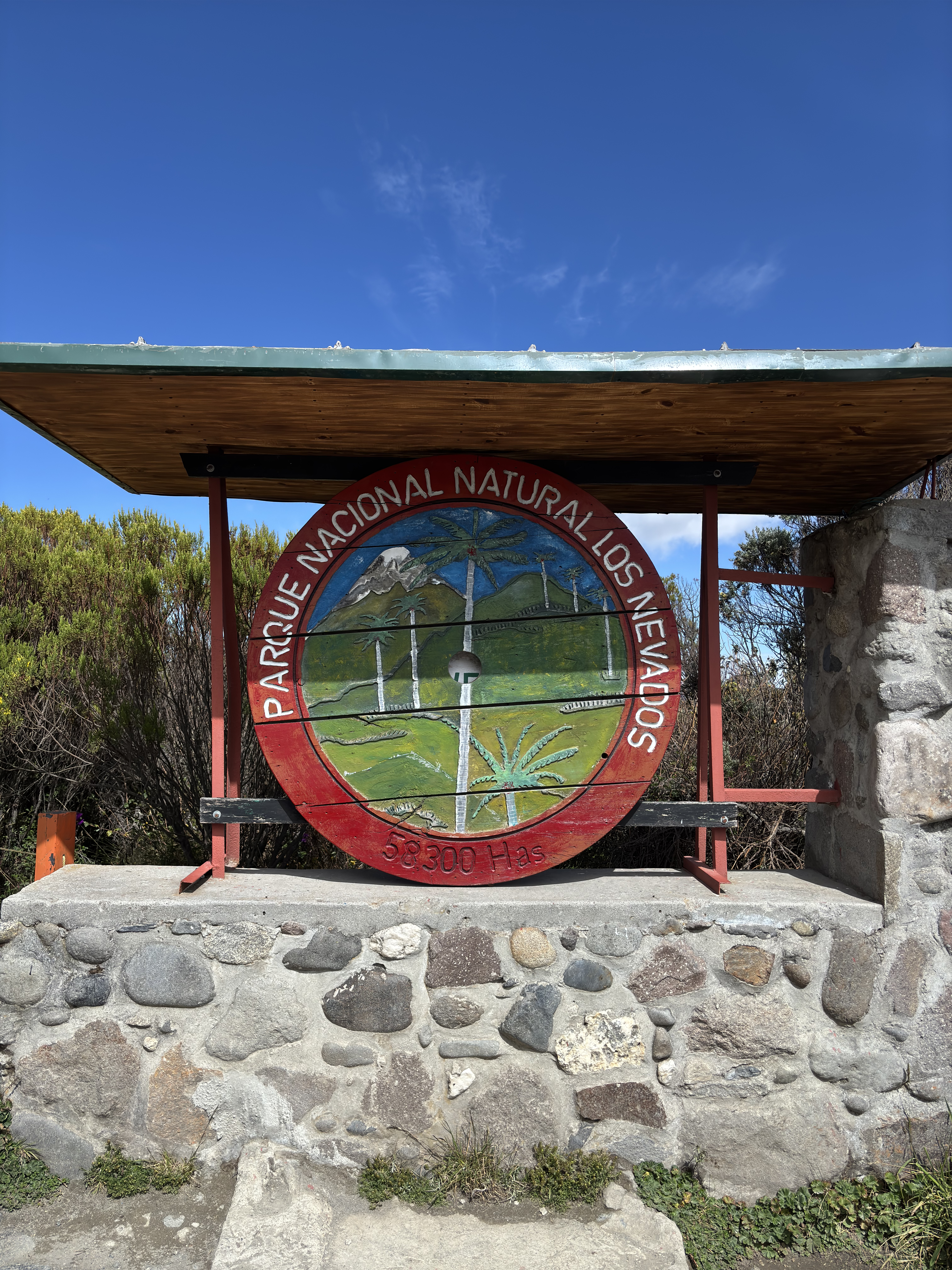
Ingreso al Parque Nacional Natural Los Nevados- Centro de Inducción a Visitantes "Brisas".

El ingreso para visitantes al PNN Los Nevados consta de 4 vías de acceso principales. Teniendo en cuenta las condiciones de infraestructura de las vías incluidas en estas rutas y las condiciones climáticas de la región, se recomienda el uso de vehículos particulares (4x4 preferiblemente) para el desplazamiento al PNN Los Nevados. La primera ruta de acceso es desde el departamento de Caldas, especialmente por los municipios de Manizales y Villamaría. Desde Manizales, el recorrido se realiza tomando la carretera hacia Bogotá, desviándose en el kilómetro 45 (parador turístico La Esperanza) en dirección al municipio de Murillo (Tolima). Aproximadamente 1.000 metros después del cruce, se accede al sector Brisas, punto principal de entrada al parque. La segunda ruta es desde el departamento de Risaralda, desde allí se accede a los sectores centro y sur-occidente del PNN tomando la carretera Santa Rosa de Cabal – La Linda – Potosí, para luego seguir el camino hasta la Laguna del Otún. La tercera ruta es desde el departamento del Quindío, tomando la vía Armenia – Salento – Valle del Cocora, para posteriormente iniciar el ascenso a pie por el camino de herradura que conduce al páramo de Romeral y al departamento del Tolima. La última ruta es desde el departamento del Tolima, esta inicia desde la ciudad de Ibagué, siguiendo la carretera con dirección a los municipios de Anzoátegui y Palomar.
Al momento de realizar una visita al PNN Los Nevados, es importante tener en cuenta la obligatoriedad del registro en los puestos de control establecidos en distintos puntos del parque y el acompañamiento de un guía certificado y avalado. Igualmente, es necesario adquirir un seguro de accidentes y rescate ($5.000 COP), pagar la tarifa de ingreso para el año 2025 ($12.000-$24.000 COP para nacionales y $65.000 COP para extranjeros), llevar equipo adecuado como ropa y calzado cómodo y buena fuente de hidratación y protección, estar informados acerca del mal de altura y demás condiciones médicas interferentes, y por último, estar atento a cierres por clima o alertas del Servicio Geológico Colombiano, así como, a los horarios de ingreso y de pico y placa ambiental establecidos en la ruta Manizales- Murillo en el sector norte del parque. 

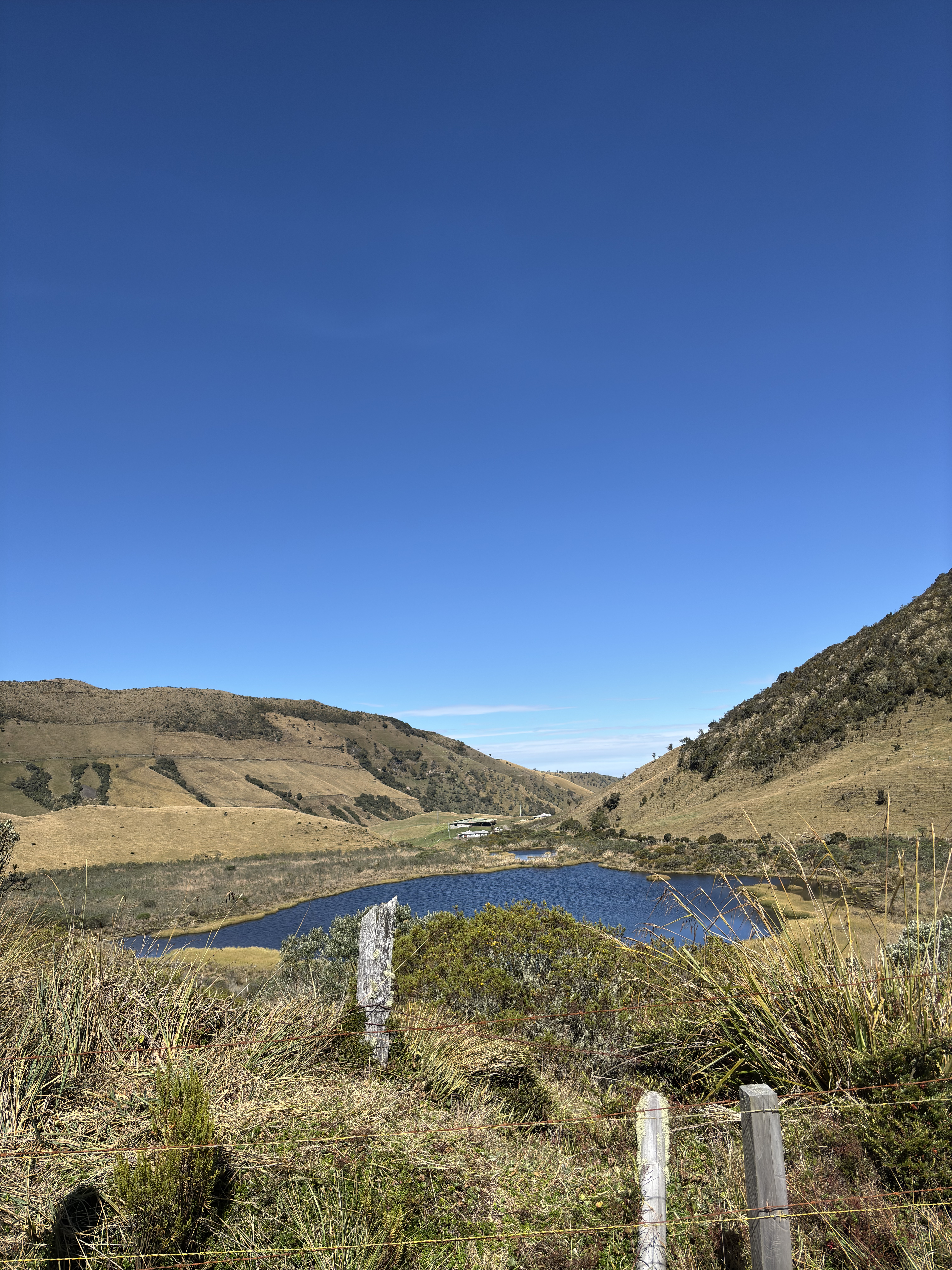
Laguna Negra, vía al Parque Nacional Los Nevados, Villamaría, Caldas.

Cabe aclarar que tras el cierre del Parque Nacional Natural Los Nevados en abril del año 2023 por el cambio en el nivel de alerta amarilla a naranja en la actividad volcánica, se procedió a la creación de una reglamentación transitoria de la actividad turística en esta región. Dicha reglamentación establece cierres en zonas sensibles, como lo es el glaciar del Nevado Santa Isabel, por motivos de conservación y riesgos geológicos. Por lo tanto, solo es permitido el acceso a senderos habilitados como el Valle de los Conejeros (ruta principal desde Brisas), Laguna del Otún (con guía obligatorio) y Termales del Ruiz (sujeto a actividad volcánica), con horarios restringidos entre 5:00 a.m. y 9:00 a.m. para el ingreso, y salida antes de las 3:00 p.m., prohibiendo la pernocta excepto en campamento autorizado. 
Asimismo, dicha reglamentación delimita el tipo de actividades permitidas dentro del PNN, las cuales se alinean con los objetivos de conservación y cuidado del ecosistema y la biodiversidad del mismo. Estas actividades deben llevarse a cabo en la zona de recreación exterior, establecida en el Plan de manejo del PNN Los Nevados. Dentro de las actividades avaladas se encuentran caminatas guiadas, fotografía no comercial, avistamiento de fauna y flora, observación geológica y glaciológica, entre otras. Por otro lado, se prohíbe la realización de fogatas, el ingreso de menores de seis años, adultos mayores de 70 años y mascotas, el uso de drones, acampar en áreas no permitidas, realizar caminatas turísticas sin compañía de un guía autorizado o por fuera de los senderos establecidos, etc.

### Impacto de la actividad turística en la región

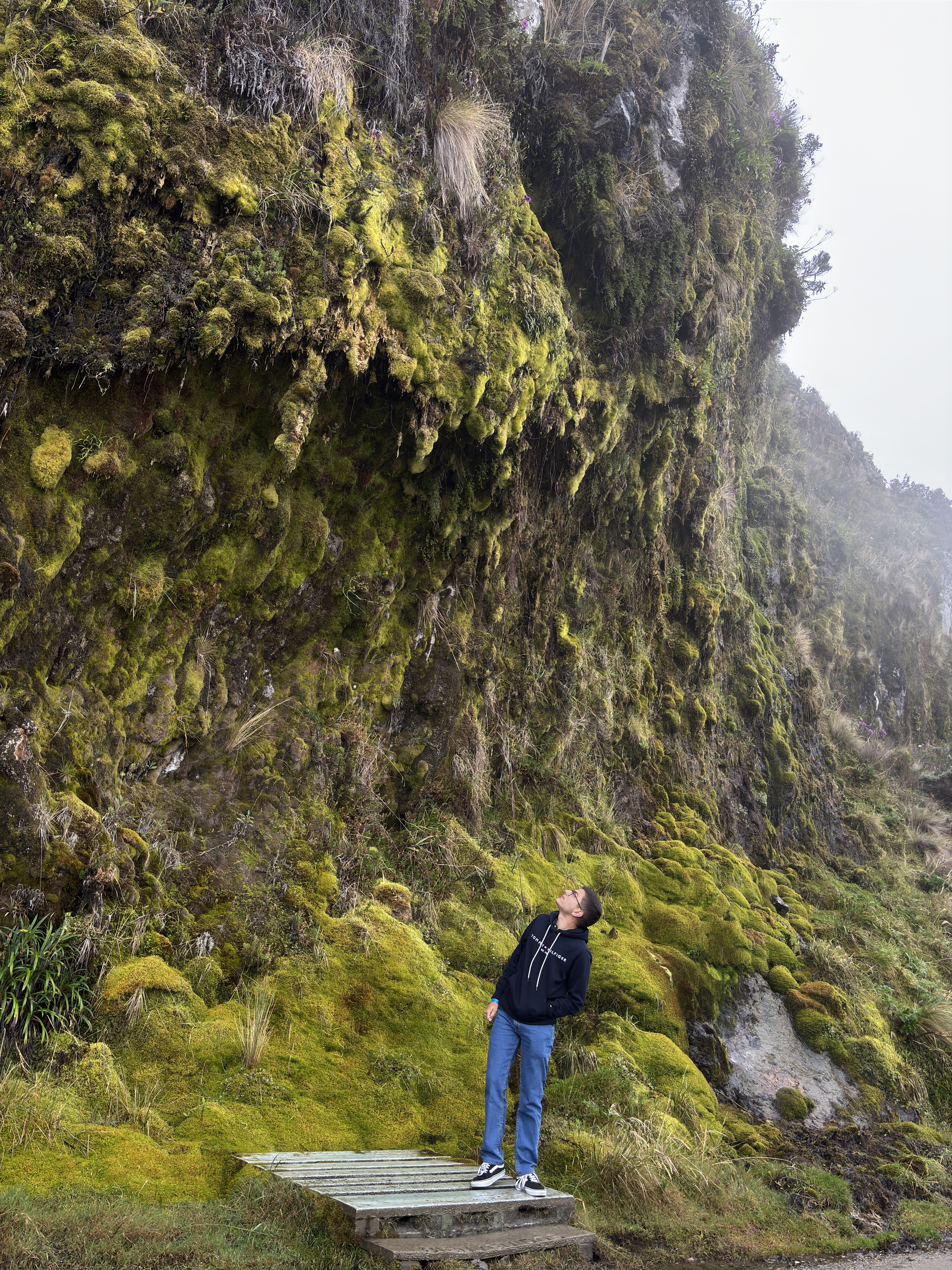
Flora nativa observada en la estación Aguacerales del recorrido turístico en el PNN Los Nevados.

A raíz de la creciente actividad turística en el Parque Nacional Natural Los Nevados, del cual hace parte el volcán Nevado del Ruiz, se han evidenciado numerosos y significativos impactos que han alterado las dinámicas propias de este ecosistema y sus comunidades aledañas. Según expertos, se identificó que los componentes de economía, infraestructura, y comunidades humanas son las dimensiones que reflejan mayores afectaciones, tanto positivas como negativas, derivadas del turismo en este tipo de áreas naturales protegidas. Asimismo, existe una mayor preocupación en torno a las afectaciones sobre el agua, el hábitat de la fauna y las coberturas vegetales causadas por una falta de regulación para el ingreso de visitantes y sus actividades turísticas.
De acuerdo con encuestas realizadas a visitantes del Parque Nacional Natural Los Nevados, la economía local y los componentes ambientales como el suelo, la fauna, la flora y el agua son los principales afectados. En este sentido, a nivel socioeconómico se identificó una estimulación de la base económica local, el incremento de la circulación del capital y cambios en las actividades productivas, pues hubo un incremento en la infraestructura hotelera y una disminución en la producción agrícola y calidad de vida de las personas que pertenecen a comunidades circundantes. Por otro lado, el medio físico de este ecosistema se ve impactado por la única forma en la que el turismo puede ser llevado a cabo en esta área protegida, pues por protocolos de evacuación en caso de emergencia ocasionados por la constante actividad volcánica, solo se permite realizar el recorrido en vehículos automotores. Sin embargo, dicha práctica genera un rechazo entre los visitantes, pues se resalta el incremento de la contaminación auditiva generado por el tránsito de automóviles y el aumento en la concentración de gases de efecto invernadero.
A nivel cultural, el estudio destaca las transformaciones progresivas que han tomado lugar en las tradiciones y costumbres de las comunidades locales, generadas en parte por el cambio de las actividades económicas hacia el turismo. Por ejemplo, el desplazamiento de comida típica de la región por platos que se acomoden a estándares turísticos y la disminución de la calidad de vida por nuevas actividades económicas que no eran propias de la región. En definitiva, estos hallazgos resaltan la necesidad de encontrar un balance entre los impactos positivos del turismo como lo es la generación de recursos económicos para las poblaciones locales, pero garantizando las mínimas afectaciones para continuar con la conservación y preservación del hábitat.

## En lo audiovisual
En el año 1977 se estrena el documental “El Nevado del Ruiz”, dirigido por Eulalia Carrizosa Restrepo, el cual se conforma por escenas que muestran la belleza y el misterio de la naturaleza de esta región, con música lírica de origen andino acompañando el viaje de ascenso por este majestuoso escenario.
En el año 2019, el canal nacional Señal Colombia estrena la serie documental “Misión Ciencia”, la cual a través de 13 episodios retrata expediciones científicas llevadas a cabo en América latina. El capítulo 4 de esta serie lleva por nombre “Expedición al volcán nevado del ruiz” y explora la experiencia física y emocional de investigadores en áreas como sismología y geología que realizan labores de monitoreo en el nevado.
En el 2023, como parte de la iniciativa “Todo es Ciencia” de MinCiencias, se estrena la miniserie “Pequeños Grandes Momentos de la Naturaleza”, siendo su primer capítulo “El Nevado del Ruiz (Kumanday) y los páramos que lo rodean”, el cual busca promover la protección y conservación del Nevado del Ruíz mediante la concientización de su impacto e importancia. 
En el 2024, el Nevado del Ruiz es protagonista de la iniciativa #ColombiaTeVeoBien Nevado del Ruiz, ¡donde cada gota cuenta!, producido por Caracol Televisión. La pieza explora el papel fundamental que cumplen los glaciares andinos como reguladores hídricos y alerta sobre el acelerado deshielo del glaciar del Ruiz debido al cambio climático. A través de imágenes aéreas, testimonios y datos científicos, el documental destaca la importancia del Nevado como fuente de agua para miles de personas y como un ecosistema altamente vulnerable. La producción busca generar conciencia sobre la necesidad de proteger estos territorios estratégicos para el equilibrio ambiental del país.